# 2002년 오리콘 1위 싱글 목록
일본에서 한 주간 가장 많이 팔린 싱글은 오리콘 주간 차트에 실리며, 이 차트는 오리콘이 발행하는 잡지 《오리스타》에 개제된다. 판매량은 한 주 동안의 각 싱글의 판매량을 기준으로 오리콘이 종합한다.

## 차트 기록
| 발행일    | 싱글                                 | 가수            | 참고                               |
| --------- | ------------------------------------ | --------------- | ---------------------------------- |
| 1월 7일   | (미발표)                             | (미발표)        |                                    |
| 1월 14일  | 「君が好き」                         | Mr.Children     | 2주 연속, 2002년 1월 1위           |
| 1월 21일  | 「君が好き」                         | Mr.Children     | 2주 연속, 2002년 1월 1위           |
| 1월 28일  | 「Winter Bells」                     | 쿠라키 마이     |                                    |
| 2월 4일   | 「Life goes on...」                  | Dragon Ash      | 2주 연속, 2002년 2월 1위           |
| 2월 11일  | 「Life goes on...」                  | Dragon Ash      | 2주 연속, 2002년 2월 1위           |
| 2월 18일  | 「a Day in Our Life」                | 아라시          |                                    |
| 2월 25일  | 「アゲイン2」                        | 유즈            |                                    |
| 3월 4일   | 「そうだ! We're ALIVE」              | 모닝구무스메    |                                    |
| 3월 11일  | 「Way of Difference」                | GLAY            | 2002년 3월 1위                     |
| 3월 18일  | 「FANTASIA」                         | Dragon Ash      | 2주 연속                           |
| 3월 25일  | 「FANTASIA」                         | Dragon Ash      | 2주 연속                           |
| 4월 1일   | 「光」                               | 우타다 히카루   | 3주 연속, 2002년 4월 1위           |
| 4월 8일   | 「光」                               | 우타다 히카루   | 3주 연속, 2002년 4월 1위           |
| 4월 15일  | 「光」                               | 우타다 히카루   | 3주 연속, 2002년 4월 1위           |
| 4월 22일  | 「ワダツミの木」                     | 하지메 지토세   |                                    |
| 4월 29일  | 「ナイスな心意気」                   | 아라시          |                                    |
| 5월 6일   | 「Free&Easy」                        | 하마사키 아유미 |                                    |
| 5월 13일  | 「カナシミ ブルー」                  | KinKi Kids      |                                    |
| 5월 20일  | 「SAKURAドロップス/Letters」         | 우타다 히카루   | 2002년 5월 1위                     |
| 5월 27일  | 「freebird」                         | SMAP            |                                    |
| 6월 3일   | 「Another Days」                     | w-inds.         |                                    |
| 6월 10일  | 「街/溺愛ロジック」                  | 도모토 츠요시   |                                    |
| 6월 17일  | 「熱き鼓動の果て」                   | B'z             | 2002년 6월 1위                     |
| 6월 24일  | 「Feel your breeze/one」             | V6              |                                    |
| 7월 1일   | 「恋のマイレージ」                   | RAG FAIR        |                                    |
| 7월 8일   | 「東京」                             | 쿠와타 케이스케 | 2주 연속, 2002년 7월 1위           |
| 7월 15일  | 「東京」                             | 쿠와타 케이스케 | 2주 연속, 2002년 7월 1위           |
| 7월 22일  | 「Any」                              | Mr.Children     |                                    |
| 7월 29일  | 「FLOATIN'」                         | CHEMISTRY       |                                    |
| 8월 5일   | 「H」                                | 하마사키 아유미 | 2주 연속 2002년 1위 2002년 8월 1위 |
| 8월 12일  | 「H」                                | 하마사키 아유미 | 2주 연속 2002년 1위 2002년 8월 1위 |
| 8월 19일  | 「眠れぬ夜は君のせい」               | MISIA           |                                    |
| 8월 26일  | 「H」                                | 하마사키 아유미 | 통산 3주                           |
| 9월 2일   | 「Because of you」                   | w-inds.         |                                    |
| 9월 9일   | 「大きな古時計」                     | 히라이 켄       | 4주 연속, 2002년 9월 1위           |
| 9월 16일  | 「大きな古時計」                     | 히라이 켄       | 4주 연속, 2002년 9월 1위           |
| 9월 23일  | 「大きな古時計」                     | 히라이 켄       | 4주 연속, 2002년 9월 1위           |
| 9월 30일  | 「大きな古時計」                     | 히라이 켄       | 4주 연속, 2002년 9월 1위           |
| 10월 7일  | 「Voyage」                           | 하마사키 아유미 | 3주 연속, 2002년 10월 1위          |
| 10월 14일 | 「Voyage」                           | 하마사키 아유미 | 3주 연속, 2002년 10월 1위          |
| 10월 21일 | 「Voyage」                           | 하마사키 아유미 | 3주 연속, 2002년 10월 1위          |
| 10월 28일 | 「PIKA☆NCHI」                        | 아라시          |                                    |
| 11월 4일  | 「solitude 〜真実のサヨナラ〜」      | KinKi Kids      | 2002년 11월 1위                    |
| 11월 11일 | 「ここにいるぜぇ!」                  | 모닝구무스메    |                                    |
| 11월 18일 | 「Ring」                             | 히라이 켄       |                                    |
| 11월 25일 | 「It takes two/SOLID DREAM/MOVE ON」 | CHEMISTRY       |                                    |
| 12월 2일  | 「SHALL WE LOVE?」                   | 고맛토          |                                    |
| 12월 9일  | 「BLUE BE-BOP」                      | RIP SLYME       |                                    |
| 12월 16일 | 「ding-dong/glider」                 | TOKIO           |                                    |
| 12월 23일 | 「HERO」                             | Mr.Children     | 2002년 12월 1위                    |
| 12월 30일 | 「Love Me All Over」                 | J-FRIENDS       |                                    |

## 연간 TOP 10
※ 집계: 2001년 12월 3일 - 2002년 11월 25일
- 1위: 하마사키 아유미 「H」
- 2위: 우타다 히카루 「traveling」
- 3위: 하지마 지토세 「ワダツミの木」
- 4위: Dragon Ash 「Life goes on」
- 5위: GLAY 「Way of Difference」
- 6위: 우타다 히카루 「SAKURAドロップス／Letters」
- 7위: 히라이 켄 「大きな古時計」
- 8위: 스트로베리 플라워 「愛のうた」
- 9위: 하마사키 아유미 「Voyage」
- 10위: 우타다 히카루 「光」